# 萨雷戈
萨雷戈（義大利語：Sarego），是意大利威尼托大区维琴察省的一个市镇。总面积23平方公里，人口6545人，人口密度284.6人/平方公里（2009年）。国家统计（ISTAT）代码为024098。